# Alchemilla tridentata
Alchemilla tridentata é uma espécie de rosácea do gênero Alchemilla, pertencente à família Rosaceae.